# František Tamchyna
František Tamchyna (13. prosince 1912 Německý Brod – 7. května 1945 Hostivice) byl poddůstojník Československé armády, účastník Květnového povstání českého lidu a oběť druhé světové války.

## Život

### Před druhou světovou válkou
František Tamchyna se narodil 13. prosince 1912 v Německém Brodě v rodině poštovního podúředníka Jana Tamchyny a Emilie, rozené Brychové. V Hořicích vystudoval obchodní školu, následně sloužil v Československé armádě jako délesloužící poddůstojník. Dosáhl hodnosti četaře.

### Druhá světová válka
Po německé okupaci a rozpuštění Československé armády pracoval František Tamchyna jako úředník zemské školní rady, posléze byl nuceně nasazen v kladenské huti Poldi. V červenci 1939 se oženil s Jarmilou Kostřížovou, ke které se přistěhoval do Litovic. Na jaře 1945 se zúčastnil Květnového povstání českého lidu, byl pověřen velením družstva, které se v součinnosti s jednotkami Ruské osvobozenecké armády podílelo na útoku na ruzyňské letiště. Při výpadu z úvozové polní cesty za hostivickým mlýnem padl 7. května po zásahu střelou do hlavy. Pohřben byl dne 12. května 1945 na Litovicko-jenečském hřbitově.

## Posmrtná ocenění
- Františku Tamchynovi byl 20. října 1945 udělen in memoriam Československý válečný kříž 1939